# Emilia Salvioni
Emilia Salvioni (Bologna, 2 aprile 1895 – Bologna, 4 giugno 1968) è stata una scrittrice italiana.
Fu una delle autrici di letteratura più pubblicate tra gli anni venti e gli anni cinquanta del XX secolo.

## Biografia
Nata da famiglia di origini pievigine, visse tra Bologna, dove il padre si era trasferito per insegnare alla locale Università, e Pieve di Soligo, cui rimase sempre fortemente legata, tanto da ritenersi "veneta per quattro quarti".
Emilia Salvioni pubblicò 21 romanzi per adulti e 14 per ragazzi, collaborando con varie case editrici (Mondadori, Cappelli, SEI, SALES). La sua attività giornalistica produsse centinaia di interventi sui giornali, in forma di racconti brevi, elzeviri e commenti di respiro nazionale.
Il comitato scientifico e il Comune di Pieve di Soligo hanno lavorato alla ristampa dei primi due titoli, "Angeliche colline" (a cura di Antonia Arslan) e "Lavorare per vivere" (a cura di Patrizia Artuso), nel 2004. Nel 2006 viene ristampato "Carlotta Varzi s.a." (a cura di Carlo Caporossi).